# Chu Kim Duc
Chu Kim Đức (nascida em 1980, em Hanoi, capital do Vietnã) é uma arquiteta vietnamita que promove o direito das crianças de brincarem no Vietnã por meio do design de playgrounds com produtos reciclados. Ela é co-fundadora e diretora da Think Playgrounds.

## Educação
Em 2003, Chu Kim Đức graduou-se em Urbanismo em Hanói, capital do Vietnã, e depois fez dois cursos de história dos jardins, patrimônio e paisagem, em Versalhes, na França. Em 2007, ela voltou ao seu país para abrir sua própria empresa de paisagismo e construção e liderou vários projetos relacionados a espaços públicos e playgrounds no Vietnã. Em 2012, Chu decidiu estudar e fazer filmes experimentais, quando conheceu uma americana que gostava muito de playgrounds, mas não encontrava em Hanói. Essa mulher tentou fazer um primeiro escorregador, mas o projeto não deu certo e ela voltou para os Estados Unidos.
Em 2014, Chu decidiu remediar isso e organizou um dia de jogos com a ajuda de Judith Hansen e da Embaixada dos Estados Unidos no Vietnã. Escolas particulares e internacionais contrataram o projeto do playground e, com o dinheiro recebido, construíram playgrounds comunitários. Sua empresa Think Playgrounds tornou-se uma empresa social, em 2016. Em 2020, esta empresa tinha 15 funcionários e projetou 180 playgrounds comunitários feitos de materiais reciclados, como pneus, toras, móveis e sucata, plástico e madeira, mais da metade em Hanói. Cada parque é concluído em um ou dois meses, metade do tempo é gasto na verificação do projeto com as autoridades locais; e a outra metade, na implementação.
A característica dos parques promovidos por Chu Kim Đức é que são feitos de materiais reciclados que foram integrados em escorregadores, tirolesas, trepa-trepas, gangorras e outras estruturas para as crianças brincarem gratuitamente. Sua organização tem trabalhado em estreita colaboração com incorporadores habitacionais para reservar uma parte do terreno do projeto para a construção de playgrounds. Também organiza workshops para sensibilizar o público para a necessidade de parques infantis. Em 2020, ela está trabalhando em playgrounds terapêuticos para o Hospital Infantil Nacional do Vietnã, em Hanói, e o primeiro playground de baixo carbono da cidade.

## Reconhecimento
Em 2020, Chu Kim Đức foi indicada pela BBC como uma das 100 mulheres mais inspiradoraas do mundo.